# Ilex excelsa
{{#ifeq:0|0|{{#if:Ilex excelsa|{{#if:|[[]}}|[[]]}}}}
Ilex excelsa — вид квіткових рослин з родини падубових.

## Морфологічна характеристика
Дерево середнього розміру з білувато-сірою гладкою корою; молоді пагони запушені. Гілочки жовтувато-бурі, поздовжньо зморшкуваті. Прилистки трикутно-яйцеподібні, довжина 1 мм. Ніжка листка 12–15 мм. Листова пластина від еліптично-яйцеподібної до еліптично-ланцетної, 6.5–9 × 3–4 см, край цілий. Квітки в компактних китицях на верхівках пагонів, двостатеві, 5-членні. Чашечка неглибока чашоподібна, чашолистки тупі, довжиною близько 1 мм, дрібно нерівнозубчасті. Квітне та плодить у травні — червні.

## Поширення
Ареал: пн. Індія, Бангладеш, Непал, Китай.